# American Viticultural Area
Een American Viticultural Area (AVA) is een geografisch gedefinieerde wijnproducerende regio in de Verenigde Staten zoals die aangeduid wordt door het Alcohol and Tobacco Tax and Trade Bureau (TTB), een onderdeel van het Amerikaanse ministerie van Financiën. Het TTB duidt AVA's aan op aanvraag van wijnhuizen of andere betrokkenen. In januari 2010 telde de VS 198 zulke AVA's. De wijnregio's kunnen sterk in omvang variëren, gaande van de Upper Mississippi Valley AVA (77.000 km²) tot de Cole Ranch AVA (25 ha).
In tegenstelling tot Europese beschermde oorsprongsbenamingen, zoals de Franse AOC's, heeft een American Viticultural Area alleen betrekking op de plaats waar ten minste 85% van de druiven geteeld moet worden. Er gelden geen andere criteria om het label van de wijnregio op de fles te mogen zetten.

## Lijst van AVA's

### Californië

#### Central Coast en de Santa Cruz Mountains
De onderstaande AVA's liggen binnen de grenzen van de Central Coast AVA, met uitzondering van Ben Lomond Mountain AVA en Santa Cruz Mountains AVA. Die twee AVA's zijn omringd door de Central Coast AVA, maar maken geen deel uit van die grote, regionale AVA.
- Arroyo Grande Valley
- Arroyo Seco
- Ben Lomond Mountain
- Carmel Valley
- Central Coast
- Chalone
- Cienega Valley
- Edna Valley
- Hames Valley
- Happy Canyon of Santa Barbara

- Lime Kiln Valley
- Livermore Valley
- Monterey
- Mt. Harlan
- Pacheco Pass
- Paicines
- Paso Robles
- San Antonio Valley
- San Benito
- San Bernabe

- San Francisco Bay
- San Lucas
- San Ysidro District
- Santa Clara Valley
- Santa Cruz Mountains
- Santa Lucia Highlands
- Santa Maria Valley
- Sta. Rita Hills
- Santa Ynez Valley
- York Mountain

#### Central Valley
In tegenstelling tot de andere wijnregio's van Californië, is er geen regionale, overkoepelende AVA voor de gehele Centrale Vallei.
- Alta Mesa
- Borden Ranch
- Capay Valley
- Clarksburg
- Clements Hills
- Cosumnes River

- Diablo Grande
- Dunnigan Hills
- Jahant
- Lodi
- Madera
- Merritt Island

- Mokelumne River
- River Junction
- Salado Creek
- Sloughhouse
- Tracy Hills

#### Klamath Mountains
Onderstaande AVA's liggen in het zuiden van het Klamathgebergte, in het uiterste noordwesten van de staat.
- Seiad Valley

- Trinity Lakes

- Willow Creek

#### Noordkust
Al deze wijnregio's maken deel uit van de North Coast AVA, een appelatie die zes county's in de North Coastregio beslaat.
- Alexander Valley
- Anderson Valley
- Atlas Peak
- Bennett Valley
- Benmore Valley
- Calistoga
- Chalk Hill
- Chiles Valley
- Clear Lake
- Cole Ranch
- Covelo
- Diamond Mountain District
- Dos Rios
- Dry Creek Valley
- Green Valley of Russian River Valley
- Guenoc Valley

- High Valley
- Howell Mountain
- Knights Valley
- Los Carneros
- McDowell Valley
- Mendocino
- Mendocino Ridge
- Mt. Veeder
- Napa Valley
- North Coast
- Northern Sonoma
- Oak Knoll District of Napa Valley
- Oakville
- Potter Valley
- Red Hills Lake County

- Redwood Valley
- Rockpile
- Russian River Valley
- Rutherford
- Solano County Green Valley
- Sonoma Coast
- Sonoma Mountain
- Sonoma Valley
- Spring Mountain District
- St. Helena
- Stags Leap District
- Suisun Valley
- Wild Horse Valley
- Yorkville Highlands
- Yountville

#### Uitlopers van de Sierra Nevada
Onderstaande AVA's vallen volledig binnen de grenzen van de Sierra Foothills AVA.
- California Shenandoah Valley
- El Dorado

- Fair Play
- Fiddletown

- North Yuba
- Sierra Foothills

#### Zuidkust
Onderstaande wijnregio's aan Californië's zuidkust vallen geografisch eveneens binnen de South Coast AVA, de regionale appelatie.
- Antelope Valley
- Cucamonga Valley
- Leona Valley
- Malibu-Newton Canyon

- Ramona Valley
- Saddle Rock-Malibu
- San Pasqual Valley
- Sierra Pelona Valley

- South Coast
- Temecula Valley

### Pacific Northwest

#### Oregon
- Applegate Valley
- Chehalem Mountains
- Dundee Hills
- Eola-Amity Hills
- McMinnville
- Red Hill Douglas County
- Ribbon Ridge
- Rogue Valley
- Southern Oregon
- Umpqua Valley
- Willamette Valley
- Yamhill-Carlton District

#### Washington
- Horse Heaven Hills
- Lake Chelan
- Naches Heights
- Puget Sound
- Rattlesnake Hills
- Red Mountain
- Snipes Mountain
- Wahluke Slope
- Yakima Valley

#### Oregon en Washington
- Columbia Gorge
- Columbia Valley
- Walla Walla Valley

#### Idahoen Oregon
- Snake River Valley

### Oostkust
Er worden al erg lang druiven geteeld aan de Amerikaanse oostkust. Tegenwoordig is de staat New York de tweede grootste producent van wijnen in de VS, na Californië. Hieronder staan de American Viticultural Area uit de staten aan de oostkust.

#### New York
- Cayuga Lake
- Finger Lakes
- Hudson River Region
- Long Island
- Niagara Escarpment
- North Fork of Long Island
- Seneca Lake
- The Hamptons, Long Island

#### Virginia
- Monticello
- North Fork of Roanoke
- Northern Neck George Washington Birthplace
- Rocky Knob
- Shenandoah Valley (ook in West Virginia)
- Virginia's Eastern Shore

#### Andere
- Catoctin (Maryland)
- Central Delaware Valley (New Jersey en Pennsylvania)
- Cumberland Valley (Maryland en Pennsylvania)
- Haw River Valley (North Carolina)
- Lake Erie (New York, Ohio en Pennsylvania)
- Lancaster Valley (Pennsylvania)
- Lehigh Valley (Pennsylvania)
- Linganore (Maryland)
- Martha's Vineyard (Massachusetts)
- Outer Coastal Plain (New Jersey)
- Southeastern New England (Connecticut, Massachusetts en Rhode Island)
- Swan Creek (North Carolina)
- Warren Hills (New Jersey)
- Western Connecticut Highlands (Connecticut)
- Yadkin Valley (North Carolina)

### Andere wijnregio's
Ten slotte zijn er verschillende AVA's aangeduid in staten in het binnenland, die niet meteen met wijn geassocieerd worden.

#### Texas
- Bell Mountain
- Escondido Valley
- Fredericksburg in the Texas Hill Country
- Mesilla Valley (ook in New Mexico)
- Texas Davis Mountains
- Texas High Plains
- Texas Hill Country
- Texoma

#### Michigan
- Fennville
- Lake Michigan Shore
- Leelanau Peninsula
- Old Mission Peninsula

#### Andere staten
- Alexandria Lakes (Minnesota)
- Altus (Arkansas)
- Arkansas Mountain (Arkansas)
- Augusta (Missouri)
- Grand River Valley (Ohio)
- Grand Valley (Colorado)
- Hermann (Missouri)
- Isle St. George (Ohio)
- Kanawha River Valley (West Virginia)
- Lake Wisconsin (Wisconsin)
- Loramie Creek (Ohio)
- Middle Rio Grande Valley (New Mexico)
- Mimbres Valley (New Mexico)
- Mississippi Delta (Louisiana, Mississippi en Tennessee)
- Ohio River Valley (Indiana, Kentucky, Ohio en West Virginia)
- Ozark Highlands (Missouri)
- Ozark Mountain (Arkansas, Missouri en Oklahoma)
- Shawnee Hills (Illinois)
- Sonoita (Arizona)
- Upper Mississippi Valley (Iowa, Minnesota, Illinois en Wisconsin)
- West Elks (Colorado)